# Lizo Gqoboka

a Compétitions nationales et continentales officielles uniquement.

b Matchs officiels uniquement.
Dernière mise à jour le 26 juillet 2020.
Lizo Gqoboka, né le 24 mars 1990 en Afrique du Sud, est un joueur de rugby à XV international sud-africain, évoluant au poste de pilier gauche avec les Bulls et avec l'équipe nationale d'Afrique du Sud.

## Biographie
En septembre 2019, Lizo Gqoboka rejoint le Top 14 et l'équipe du Montpellier Hérault rugby en tant que joker Coupe du Monde, en provenance du club des Blue Bulls.